# Brachypodium arbuscula
Brachypodium arbuscula är en gräsart som beskrevs av Claude Gay och Edward Louis Herman Knoche. Brachypodium arbuscula ingår i släktet skaftingar, och familjen gräs.
Artens utbredningsområde är Kanarieöarna. Inga underarter finns listade i Catalogue of Life.